# Obrona roślin przy użyciu endofitycznych grzybów

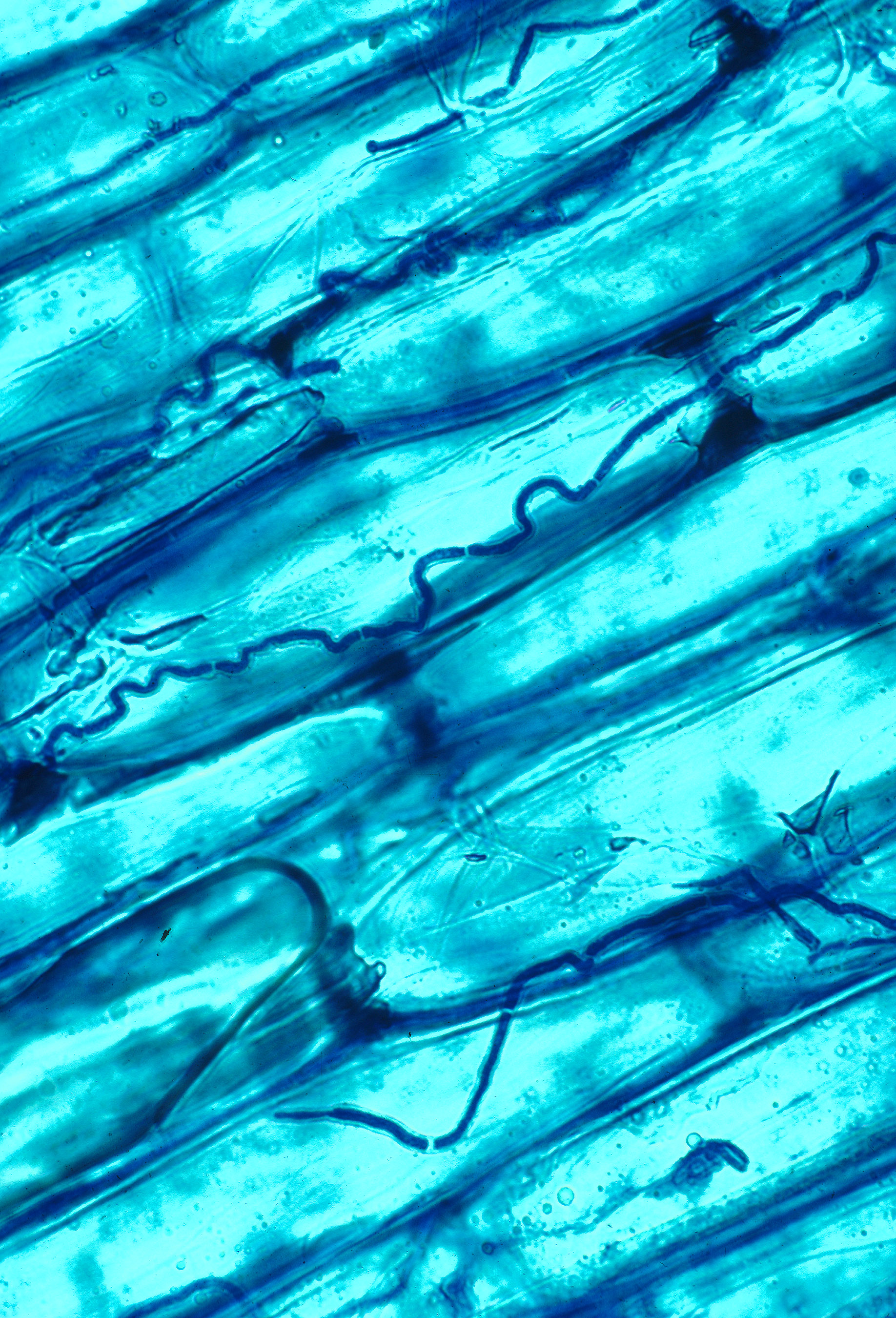
Epichloe coenophiala w przestrzeniach międzykomórkowych tkanki liścia Festuca arundinacea

Obrona roślin przy użyciu endofitycznych grzybów – forma pośredniej obrony przed roślinożercami przy pomocy endofitycznych grzybów, które trwale zamieszkują organizm rośliny. Grzyby pobierają substancje pokarmowe z rośliny, jednocześnie wytwarzając metabolity wtórne toksyczne dla fitofagów zapewniają ochronę w części lub całości przed zjedzeniem.
Grzybicze endofity występują powszechnie w tkankach roślinnych. Relacje symbiotyczne między roślinami a grzybami są zjawiskiem często spotykanym w przyrodzie. Mogą przybierać formę mutualizmu, komensalizmu lub pasożytnictwa, a sztywne wyznaczenie granicy między tymi formami współżycia jest często niemożliwe. W roślinach zasiedlonych przez endofity wykryto szereg bioaktywnych metabolitów. Niektóre z nich, takie jak paklitaksel, kamptotecyna i podofilotoksyna, są związkami wykorzystywanymi w medycynie.

## Zróżnicowanie endofitów
Dowody paleontologiczne wskazują na ścisłe związki pomiędzy roślinami i grzybami od co najmniej 400 mln lat. Grzyby mogą pozostawać w relacji z roślinami lądowymi dzięki mikoryzie lub jako endofity.
Większość endofitów grzybiczych należy do Ascomycota, są jednak wśród nich także przedstawiciele Basidiomycota. Prawdopodobnie wszystkie rośliny w naturalnych ekosystemach pozostają w związkach z endofitycznymi grzybami.
Colletotrichum magnum, będąca endopofitem zasiedlającym pomidory (Solanum lycopersicum), w zależności od odmiany, może być mutualistą, komensalem lub pasożytem. Zaś C. gloeosporioides jest patogenem w truskawkach, natomiast w pomidorach nie powoduje żadnych objawów choroby. Obserwuje się, że rośliny pomidora zasiedlone przez ten gatunek grzyba, mają większą biomasę i wykazują podwyższoną tolerancję na suszę.
Piriformospora indica jest endofitem kolonizującym korzenie i korzystnie wpływającym na ich wzrost. Badania wskazują, że ten grzyb może zasiedlać tkanki każdej rośliny lądowej, a jego obecność powoduje między innymi wzrost odporności na patogeny korzeniowe.

## Mechanizmy obrony

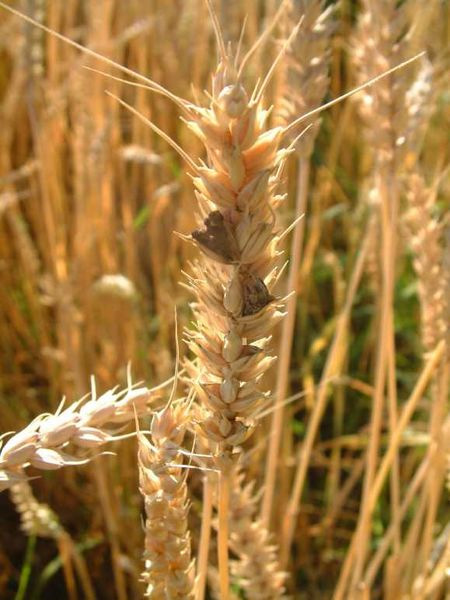
Alkaloidy wytwarzane przez gatunki z rodzaju Claviceps zapewniają wielu gatunkom traw obronę przez roślinożercami

Endofityczne grzyby wytwarzają szereg substancji trujących dla zwierząt roślinożernych. Do czterech klas alkaloidów zapewniających obronę roślin należą alkaloidy sporyszu, indo-diterpeny toksyczne zarówno dla owadów, jak i ssaków oraz peraminy i loliny toksyczne dla owadów. Alkaloidy toksyczne dla kręgowców zaburzają działanie układu nerwowego.
Alkaloidy wytwarzane przez Neotyphodium uncinatum i Neotyphodium siegelii będące endofitami Lolium pratense zapewniają roślinie ochronę przed szerokim spektrum owadów roślinożernych. Synteza metabolitów wtórnych przez grzyby jest regulowana poziomem niezbędnych do ich wytworzenia substancji dostarczanych przez organizm rośliny. W ten sposób rośliny regulują rozwój mutualistycznych endofitów, tak aby uzyskać optymalny poziom obrony.